# Geographie der Lust
Geographie der Lust ist der Titel eines Buches von Jürg Federspiel. Es erschien erstmals 1989 im Suhrkamp Verlag.

## Inhalt
Der erste Teil des Romans handelt von dem siebzigjährigen, steinreichen, aus Rom stammenden und in Mailand wohnenden Primo Antonio Robusti, der Kunstsammler ist und sexuelle Abenteuer schätzt. Eines Tages lernt er die neunzehnjährige Laura Granati kennen, deren Körper er besonders bewundert. Da Robusti sich auch ein besonderes Liebesspiel ausgedacht hat, möchte er Laura von dem Künstler Omai O’Hara tätowieren lassen. Omai O’Hara hat sich entschieden, Laura mit geographischen Motiven zu verzieren, die sich an der Mercator-Projektion orientieren. Als er sich an die Arbeit macht, wird bekannt, dass er sein Leben seit frühester Kindheit nach dem Mondzyklus ausrichtet, buddhistische Lehren praktiziert und seine Kundin auch hypnotisieren kann. Nach Vollendung der Arbeit sterben O’Hara und Robusti.
Im zweiten Teil fliegt Laura, die Robustis Vermögen geerbt hat, von Mailand nach New York. In den USA wird sie auf verschiedenen Kongressen empfangen und bewundert; den Höhepunkt stellt aber ein Besuch des Clans O’Haras in Santa Fe dar, wo das Publikum aufgefordert wird, zuerst ihren Körper zu bewundern und dann zum Mond zu schauen. Zum Schluss werden in einer völlig anderen Erzählung die Leitmotive des Romans wieder zusammengeführt.
Typisch für den Erzählstil in beiden Romanteilen ist, dass die Haupthandlung immer wieder mit essayistischen Abschweifungen über Engel und Geographie unterbrochen wird.

## Kritik
„Jürg Federspiel setzt bis in den neuesten Text hinein Wörter, Worte, die ganze Geschichten bedeuten, fixiert Geschautes und Gehörtes im engsten Bereich – unglaublich und kaum zu fassen ist das Nächste, das unmittelbar Bedrängende, die simplen Einsichten sind es, die zutiefst subjektiven, persönlichen.“

### Ausgaben
- Jürg Federspiel: Geographie der Lust. Suhrkamp, Frankfurt am Main 1989 (Erstausgabe).